# Layers (album de Kungs)
Pour l'album homonyme de Royce da 5'9", voir Layers.
Singles
1. This Girl
Sortie : 19 février 2016
2. Don't You Know
Sortie : 24 juin 2016
3. I Feel So Bad
Sortie : 21 octobre 2016

Layers est le premier album studio du DJ et musicien français Kungs, sorti le 4 novembre 2016.

## Développement
Kungs débute sur Internet, en postant des remixes qu'il partage sur sa page Soundcloud. Il remixe par la suite officiellement des singles pour Lost Frequencies ou Axwell Λ Ingrosso.
La sortie de l'album est d'abord prévue pour fin septembre 2016. Durant l'été, Kungs annonce qu'il sortira finalement le 4 novembre 2016.

## Composition

### Style musical
Plusieurs styles sont représentés dans Layers, dont la pop, le rock, le funk, et la soul.
Onze voix différentes sont présentes dans cet album. Kungs collabore avec plusieurs artistes sur l'album Layers, dont l'un des membres du groupe The Kooks, Luke Pritchard, avec qui il enregistre la chanson Melody,.
Le travail de Kungs est parfois comparé à celui de David Guetta.

### Pochette et artwork
Le visage de Kungs apparaît sur la pochette de l'album Layers.

## Promotion

### Singles
En février 2016 sort le premier single extrait de l'album, This Girl, reprise du groupe Cookin' on 3 Burners ; il est certifié disque de diamant en France, ainsi que dans treize autres pays. Kungs crée ce remix dans sa chambre alors qu'il est encore étudiant. Ce titre est premier des classements dans plus de quarante pays. Il est choisi pour la bande annonce de la saison 7 de Danse avec les stars.
En juin 2016, c'est Don't You Know, avec la voix de Jamie N Commons (en), qui est choisi comme deuxième single. Il est disque d'or en France.
Le 3 novembre 2016 sort le clip vidéo du single I Feel So Bad. Il est inspiré des années 1970 et du film Pulp Fiction.

### Tournée
Kungs fait la première partie de David Guetta lors de sa tournée Listen Tour (es) en 2015.
Il se produit dans le cadre du NRJ Music Tour à Compiègne le 30 avril 2016. En août 2016, il se produit à Ibiza lors de la soirée F*** Me I'm Famous, aux côtés notamment de David Guetta et Felix Jaehn.
En février 2017, il sera en tournée au Brésil et aux États-Unis.

## Liste des titres
| 1.    | Melody (feat. Luke Pritchard)              | Kungs | 4:02 |
| 2.    | This Girl (Kungs vs. Cookin’ On 3 Burners) | Kungs | 3:15 |
| 3.    | Don't You Know (feat. Jamie N Commons)     | Kungs | 3:04 |
| 4.    | You Remain (feat. Ritual)                  | Kungs | 3:43 |
| 5.    | Freedom (feat. Wolfgang)                   | Kungs | 2:54 |
| 6.    | When You're Gone (feat. Tillie)            | Kungs | 3:35 |
| 7.    | Wild Church                                | Kungs | 3:54 |
| 8.    | Bangalore Streets (feat. Freia)            | Kungs | 3:10 |
| 9.    | Tripping Off (feat. Lune)                  | Kungs | 2:56 |
| 10.   | I Feel So Bad (feat. Ephemerals)           | Kungs | 3:26 |
| 11.   | Crazy Enough (feat. Richard Judge)         | Kungs | 3:52 |
| 12.   | Trust (feat. Rae Morris)                   | Kungs | 3:25 |
| 41:16 |                                            |       |      |

## Classements
| Classement (2016)                  | Meilleure position |
| ---------------------------------- | ------------------ |
| Allemagne (Media Control AG)       | 56                 |
| Autriche (Ö3 Austria Top 40)       | 74                 |
| Belgique (Flandre Ultratop)        | 76                 |
| Belgique (Wallonie Ultratop)       | 32                 |
| Canada (Billboard Canadian Albums) | 33                 |
| États-Unis (Billboard 200)         | 196                |
| France (SNEP)                      | 10                 |
| Suisse (Schweizer Hitparade)       | 18                 |

## Récompense
- Victoires de la musique 2017 : Album de musiques électroniques ou dance de l'année.